# Oliena
Oliena (topónimo sardo, lengua cooficial; alternativamente Ulìana) es una ciudad italiana de 7.355 habitantes en la provincia de Nuoro, región de Cerdeña.

## Territorio
Oliena está situada a los pies de la   montaña Corrasi, está en el borde de la Barbagia de Ollolai, a 10 km de Nuoro, y su panorama se puede contemplar desde la cima del Monte Ortobene. En su territorio se encuentra Badde Pentumas, un pintoresco cañón, y Su Gologone, una fuente de piedra caliza.

## Historia
Oliena hizo su primer asentamiento en la época romana, aunque en la zona hay rastros humanos de la edad paleolítica, con una fuerte presencia de pueblos y tribus nurágicos. Esto es testimoniado por el gran número de hallazgos ocurridos en el Valle Lanaitto (incluyendo los restos del esqueleto conocido como “Sisaia”), y en las áreas que rodean la ciudad.
El pueblo probablemente nació de la unión de algunas tribus menores, que se unieron a un pueblo existente, más desarrollado en el territorio. Los antiguos descendientes de estos pueblos, dicen algunos, serían los Ilienses, prófugos de Ilio. 
El pueblo, que había pertenecido anteriormente al juzgado de Gallura, y a la curatoria ( principal división administrativa, electoral, tributaria y judicial del Reino de Cerdeña) Galtellì-Orosei, en los albores del siglo XIV se convirtió en territorio de ultramar de Pisa. Durante este período se incrementó la agricultura con la introducción de nuevos cultivos, en su mayoría desconocidos por los sardos.
En Oliena los pisanos dejaron sus huellas. Todavía resiste el puente en “Pappaloppe”, un viejo puente romano reactivado por los Pisanos llamado en sardo "Su ponte de sos pisanos" (el puente de los pisanos). Desde aquí se exportaba ganado y productos lácteos. Fueron importados, por el contrario, especias y diversos tejidos, incluyendo el brocado, un tejido muy precioso, que Pisa y Génova compraron del este del Mediterráneo. En esta época fue también construida  la iglesia de Santa María Mayor, que no por casualidad se llama María. María era, de hecho, la Santa Patrona de Pisa. La iglesia, que hoy es muy diferente en comparación con la estructura original, que data de finales del XIII y principios del siglo XIV, dominaba aislada fuera de la ciudad. 
En el momento de los aragoneses, el pueblo podría ser llamado “hispano”, porque muchas fueron las afinidades que unían los olianesos a  los "nuevos dueños". 
En 1600 el pueblo está construido en dos barrios distintos: Sa Banditta y Sa Banda Manna, separados de forma regular por el río Golathi, hasta el punto que se siente la necesidad de construir más puentes. 
En el siglo XX el desarrollo es mayor y al pueblo llega la corriente eléctrica. En 1935 se construyó una escuela  (antes de hecho, las clases estaban en casas privadas), y en los años cincuenta se tienen agua y el sistema de alcantarillado.
Mejora la higiene y la población alcanza por primera vez los 5000 mil habitantes. Abre el primer banco, circulan los primeros coches, y en 1953 nace el primer club de fútbol olianese: la Corrasi.

### Los Jesuitas
La página más importante de la historia de Oliena, es, sin duda, la escrita por los jesuitas. Ellos llegaron al pueblo en 1665 y allí encontraron a los hermanos menores de San Francisco de Paula, que estaban en Oliena desde el 1525.
De los Jesuitas permanece hoy la iglesia. Los miembros de la Compañía de Jesús comenzaron la construcción de un gran monasterio, y más tarde construyeron la actual iglesia parroquial, dedicada al fundador de la Compañía de Jesús: San Ignacio de Loyola. Los edificios jesuitas se muestran con orgullo en el lado y en frente de esta iglesia. Desde la fachada del palacio delante todavía se puede veer una parte deteriorada amarilla y roja de la bandera española cuya cultura estaba presente en Oliena hasta el siglo XVIII.
El convento adyacente sirvió como escuela, y así fue llamado "Colegio". Aquí se enseñó latín y retórica. Esta escuela dio la bienvenida a los jóvenes de Oliena y de toda la zona, y probablemente fue la más importante escuela de Nuoro.
Además en el colegio los religiosos  habían instalado un molino y se plantó un jardín lleno de árboles de cítricos, desconocidos en la zona. Gracias al trabajo de los jesuitas aumentó la agricultura, introdujeron árboles frutales, muchos viñedos, y la cría de vacas, ovejas, cerdos y caballos.

## Monumentos y lugar de interés

### El centro histórico y las iglesias
El centro histórico de Oliena está todavía bien conservado. Las calles estrechas hechas de adoquines, o “impredau”, y las casas antiguas todas muy juntas, están hoy en su mayoría deshabitadas, pero han conservado su estructura original. Tenían casi todas el patio interior, “su porciu”, el arco característico que dominó la arquitectura del pueblo; en el patio había un pozo, y “sa bicocca” (un pequeño balcón) con una escalera de granito a la vista. El techo estaba hecho de cañas con el apoyo de grandes vigas, y si la casa tenía un segundo piso, el suelo alto era de paja. Había también un espacio para los animales, en particular cabras.
En las paredes del centro, se pueden observar hoy en día varios murales, que representan escenas de la vida del pueblo.
Otra característica especial de Oliena es el gran número de iglesias: once en el interior del pueblo que son: 
- Sant'Ignazio
- Santa Maria
- Santa Croce
- Nostra Signora d'Itria
- San Francesco Da Paola
- San Lussorio
- Su Carmene
- Bonaria
- San Giuseppe
- Sant'Anna
- Buoncammino

Fuera del pueblo se enquentran las iglesias rurales de 
- Nostra Signora di Monserrato, máxima patrona de Cataluña
- Nostra Signora della Pietà
- San Giovanni

y algunas otras, ahora caídas en mal estado y que data del siglo XIV, como la iglesia de Santa Lucía.

### Monte Corrasi

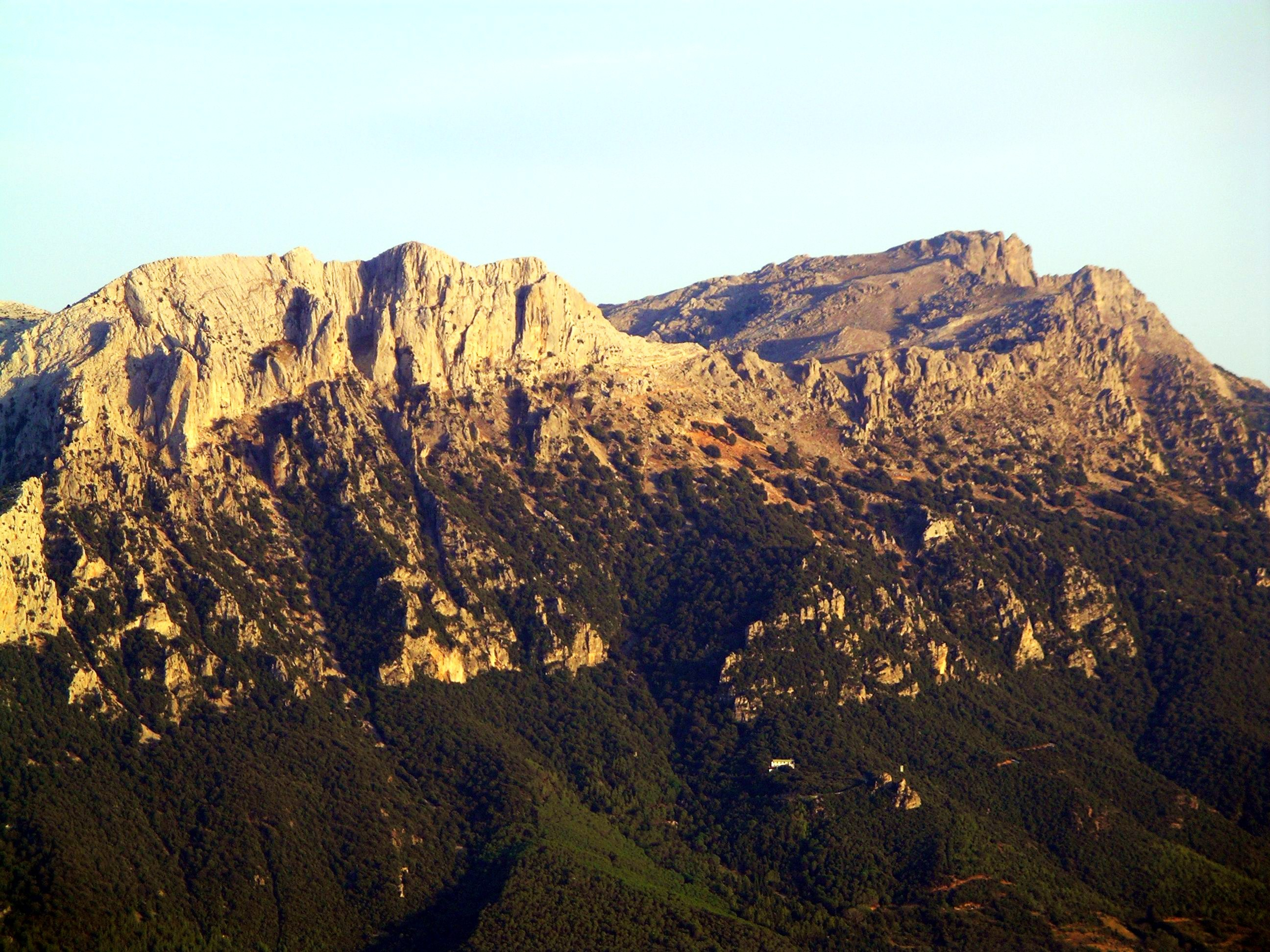
Supramonte, Corrasi

El Supramonte se extiende en los municipios de Dorgali, Orgosolo, Oliena, y Baunei Urzulei. El Monte Corrasi es el pico más alto del Supramonte, y es también el monte de Oliena.
Esta montaña es de piedra caliza, y es claramente visible desde el mar de Cerdeña. La piedra caliza es muy blanca y es de la era Mesozoica, con el tiempo el Monte Corrasi se ha ganado el apodo de "Dolomiti Sarde". Los picos más importantes son: Corrasi (1463 m), Carabidda (1327 m), Ortuo Hamminu (1331 m), Sos Nidos (1348 m). En estos lugares rurales y de difícil acceso, con cuevas y "nurres" fascinantes e inaccesibles, hasta hace pocos años, había  majestuosos buitres, ciervos y gamos de Cerdeña. Hoy en día todavía se pueden ver águilas y numerosos rebaños de muflones.  
En todo el territorio hay quejigos, encinas y lentiscos, madroños, enebros que ya tienen miles de años. 
La montaña es practicable para escaladores y alpinistas, para excursionistas y amantes de la naturaleza en general. No se recomienda para los que no son del lugar, de hecho, es muy fácil perderse.

### Su Gologone, Lanaitho y aldeas arqueológicas

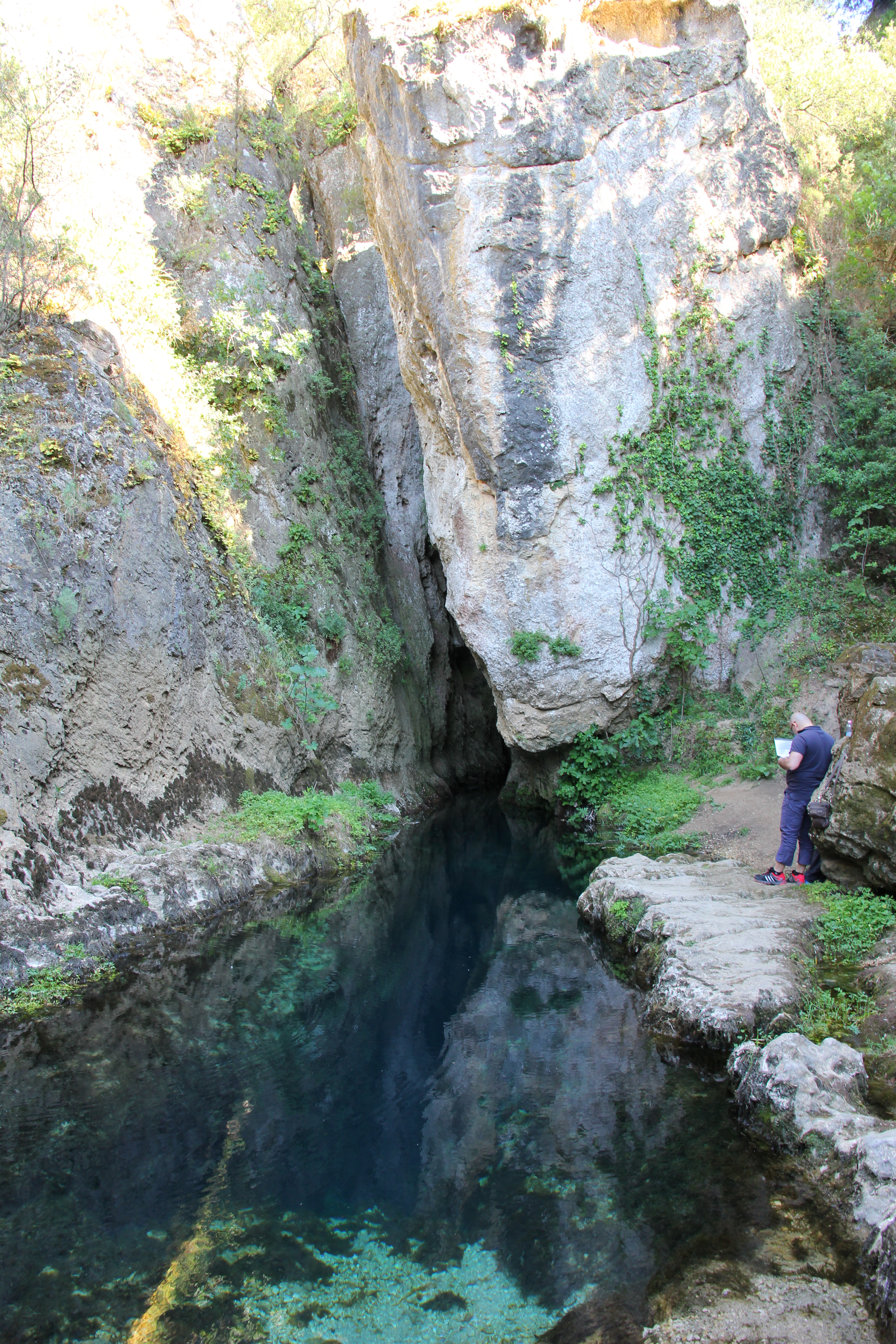
Su Gologone

En el lado oriental del Monte Corrasi, en frente de “Sa preda 'e Mugrones” (la piedra de muflón), en el fértil valle de Guthiddai, se encuentra uno de los más famosos manantiales calizo en Europa, Su Gologone. Este manantial  alimenta en parte el río Cedrino. El agua sale de una grieta en la piedra caliza, y entra en el suelo a una profundidad de 135 metros actualmente explorada por los espeleólogos. Con un caudal medio de 500 litros de agua por segundo es la fuente más importante de Cerdeña. Por un decreto de la Consejería de Protección del Ambiente en Cerdeña (el número 845, de 12 de mayo de 1998) la fuente fue declarada en monumento natural.
El valle de Lanaitho con cuevas interesantes como las de Sa Ohe, Su Ventu, Su Mugrone y Helihes Artas, ya ha creado condiciones favorables para los asentamientos humanos desde el Paleolítico Superior, como se ha documentado en la cueva Corbeddu, en la que fueron encontrados los restos humanos más antiguos de Cerdeña, y el pueblo nurágico de sa  Sedda y sos Carros, donde se encontró una importante fuente sagrada.
Las tumbas presentes en el pueblo nurágico conservan sólo una parte de los adornos originales, pero dentro los nuraghes podría haber herramientas ocultas y objetos necesarios para completar la falta de conocimiento sobre las personas que habitaban la Barbagia. Las casas eran de granito, y se encontró un gran taller que produjo varios artefactos metálicos. 
El pueblo no estaba, por lo tanto, aislado, de hecho emprendía intercambios densos con los fenicios y cartagineses. Por otra parte, en las crestas escarpadas del  valle, se encuentra la aldea de Tiscali, un yacimiento arqueológico donde vivía  un pueblo guerrero que nunca quiso estar sujeto al dominio de Roma Imperial.
En la pared de la fortaleza rocosa hay una gran ventana que domina el Valle de Lanaitto. A partir de ahí, la gente podía controlar todos los movimientos de los romanos. El pueblo era un lugar muy seguro para sus habitantes, y los soldados no eran empujados hacia áreas inaccesibles para capturar los rebeldes. 

## Cultura

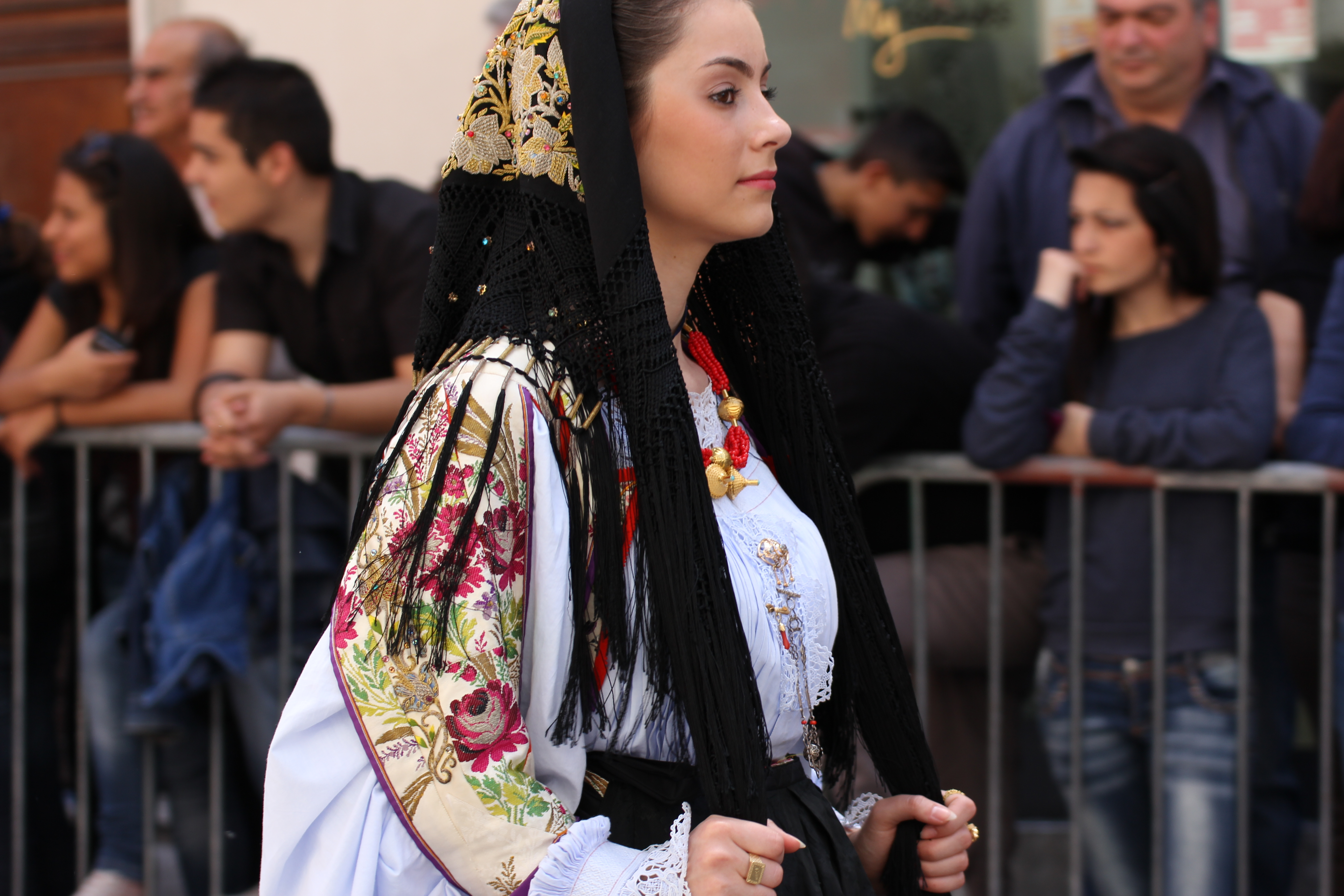
traje tradicional

### Traje
El traje tradicional de Oliena (para hombres y para mujeres) es uno de los más antiguos de Cerdeña. Todavía usado hoy por algunas mujeres de edad avanzada en el pueblo, el traje es cosido a mano con telas adornadas con encajes y bordados, que hace alarde de sí mismo en los eventos más importantes de los muchos festivales folclóricos de la isla. Este traje es muy precioso, elegante, rico de oro con sus joyas. Un elemento del traje femenino muy conocido es “su muncadore”, un pañuelo (para la cabeza) de forma triangular con motivos florales adornado con hilos de seda y de oro. Los otros elementos del traje femenino son “sa hammisa”, una blusa bordada con encajes, “sa tunica”, una falda con florituras en el dobladillo, “sa vranda” un delantal bordado con hilos de seda y de oro, “su gippone”, un corpiño de brocado. Entre las joyas hay “sa gutturada” un collar de oro y  coral, “su sole” un colgante de oro que representa el sol con dos pequeños corazones a los lados, “sos buttones”, dos botones de oro.  El traje masculino hay una camisa, “su gippone” hecho de tejido rojo y de brocado, “sos carciones” una falda escocesa, calcetines para cubrir toda la pierna, “sa berritta” un gorro, y “sa hintoglia” un cinturón de piel bordado con hilos de seda. Como joya tiene “sos buttones” los mismos del traje femenino.
Muy populares son los bailes tradicionales de Cerdeña, los típicos de Oliena son S'Arciu, S'Arciu Antihu, Su Durdurinu, Su passu torrau, y el canto a tenore, un canto especial a cuatro voces sin música. S’Arciu, S'Arciu Antihu, Su Durdurinu, son bailes que tienen raíces solamente de Oliena, aunque han tenido difusión en toda la Cerdeña. Su Durdurinu es un baile sin música, acompañado solo por la voz de un cantante y los bailarines dan el ritmo.  

### Historia del canto a tenore

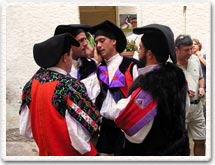
tenore olianese

Los orígenes del canto a tenore son muy antiguos: la primera evidencia se encuentra en documentos escritos del 1830-1840. En su viaje en Cerdeña, el Angius Casalis, después de una detallada  y atenta ilustración de los bailes en plaza San Lussorio, así escribió:
" ¡Los Olianeses no son  menos que los otros sardos amantes de los bailes, y los hacen girar al ritmo de las cuatro voces! "
Es lógico que las cuatro voces no podían que ser aquellas del canto a tenor, puesto que en el centro Cerdeña, aparte las coral religiosas de las cofradías, formadas por más de cinco elementos, no existían otras formas de coro que podían acompañar los bailes.
También fue de Oliena el primer "grupo" de canto a tenor que atravesó el mar para exhibirse fuera de Cerdeña. Hablamos del año 1923 cuando Gabriele d’ Annunzio encantado e impresionado por la entonación de estas potentes voces durante una de las muchas visitas en el pueblo, decidió  hacer exhibir el Tenor en el "Vittoriale." 
No es dado saber como fueron acogidos y que tipo de juicio crítico tuvieron  aquellos hombres  vestidos con sus trajes tradicionales, podemos pero imaginar la impresión que puedan haber despertado entre los presentes: hombres y mujeres de clase social elevada y miembros nobiliarias, acostumbrados sobre todo a escuchar músicas clásicas y a frecuentar los "cuartos de estar buenos" de la alta burguesía. 
Hasta hoy están en curso las búsquedas al objetivo de recobrar eventuales testimonios, también audios y visuales, de aquel acontecimiento excepcional.
Se sabe por cierto que las primeras grabaciones del tenor de Oliena, fueron efectuadas entre los años treinta y cuarenta.
Son de los años cincuenta algunos testimonios "audio",  grabaciones efectuadas parece por un equipo de radio Cágliari del tenor. Algunas de estas grabaciones han sido recobrados: muchas de ellas estuvieron en condiciones óptimas en cuánto fueron utilizadas como fondos musicales de programas sobre el folklore, películas y documentales sobre Cerdeña, sin contar las citas de la radio sarda el domingo a mediodía.
En Oliena hay 8 grupos de canto, 5 de ellos,  regularmente miembros del registro regional de los grupos a tenor, con una edad de los miembros que va de un máximo de 60 a un mínimo de 13 años.

### Fiestas y dulces

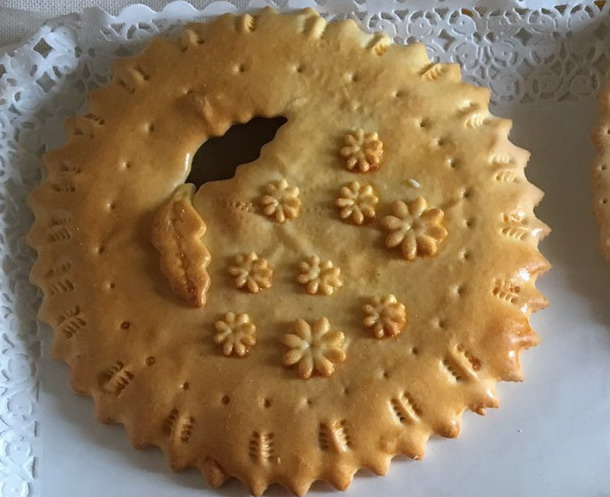
Su Pistiddu

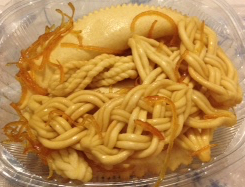
Rugliettas y Gugligliones

En Oliena hay muchas fiestas tradicionales muy antiguas y muchos dulces. 
La noche del 16 de enero se prepara un gran fuego en cada barrio del pueblo en homenaje a San Antonio Abad, y para la ocasión se prepara un postre especial, el "Pistiddu", que consiste en una especie de torta redonda y plana de color pajizo, lleno de vino cocido, piel de naranja, o relleno de miel. 
"Sas Rugliettas" y "Sos Gugligliones", que se hacen de miel y de almendras son los dulces típicos del Carnival. 
En la Pascua se puede asistir a un evento entre los más sugestivos de toda la isla: "S'Incontru". Este rito es la animación del encuentro entre la Santa Virgen y el Cristo resucitado. S’Incontru es acompañado por los numerosos disparos a salva como señal de fiesta. Los dulces de esta fiesta son las “hasadinas”, de dos tipos: con queso dulce y con queso salado. 
El festival del patrón del pueblo, San Lussorio, es el 21 agosto, hay una procesión religiosa y espectáculos de bailes sardos y cantos a tenore. 
Del 1 al 8 de septiembre en el santuario rural de Monserrata, se celebra Nuestra Señora.
A mediados de septiembre empieza "Cortes Apertas", un evento cultural que hay ahora en todos los municipios del centro de la Isla, pero en realidad nació en Oliena, en 1996. En ocasión de este festival todas las viejas casas y patios  se abren para ser visitados por los turistas, y se exhiben los productos de artesanía local, y todos los dulces del pueblo.  

### El vino
‹‹Non conoscete il Nepente di Oliena neppure per fama?
Ahi lasso!››
(Gabriele D’Annunzio) 
Con estas palabras Gabriele D'Annunzio, huésped en Oliena por un corto tiempo, alabó el vino del pueblo, el Nepente. Oliena de hecho es muy famosa por su vino, conocido en todo el mundo, y que se produce aquí, en las laderas de Supramonte. 
Además del vino, otra gran riqueza del pueblo es el aceite. 

## Curiosidad
En Cataluña (España) existe Oliana, un pueblo  gemelo cuyo nombre coincide con aquel sardo. La coincidencia podría no ser casual. Los dos pueblos en el  siglo XIV compartieron el poder de la misma familia aragonesa los notorios López de Luna. Oliana puede ser  el nombre atribuido por los aragoneses al homónimo castillo cuyo significado fue referido a la presencia relevante en los campos de los olivos; también  se dice que Oliena prenda el nombre de aceite (en italiano Olio-Oliena).

## Sociedad

### Evolución demográfica
| Gráfica de evolución demográfica de Oliena entre 1861 y 2011 |
|                                                              |
| Fuente ISTAT - elaboración gráfica de Wikipedia              |